# Lophura hoogerwerfi
El faisán de Aceh o faisán de Sumatra  (Lophura hoogerwerfi) es una especie de ave galliforme de la familia Phasianidae; Clements la hace subespecie de Lophura inornata.

## Distribución geográfica
Es endémica de las selvas del norte de Sumatra.
Vive en el parque nacional Leuser (Norte de Sumatra), esta subespecie ha sido descrita por la existencia de dos plumas de hembra obtenidas en 1937 y 1939.  En febrero de 1979 se encontró el primer nido de esta subespecie (2 huevos). Hay información sobre varias parejas vistas en un mercado en el norte de Sumatra por R. Sözer, al parecer estas parejas venían del parque nacional Gubung-Leuser. En noviembre del 2013 el trabajo de captura de cámara realizada por Fauna & Flora International en las selvas tropicales de Sumatra dio como resultado la observación de una pareja.

## Estado de conservación
Se encuentra amenazada por la pérdida de su hábitat natural.
No hay información. Se cree que hay una población estable que oscila entre 100 y 1000 individuos y que ha sido documentada por (McGowan y Garson 1995), pero la disminución continua de su hábitat unido a los problemas políticos en la provincia de Aceh, Ya deben haber tenido un efecto sobre la población total (SvB). Nueve meses de trabajo de campo en el Parque Nacional de Gunung Leuser, julio de 1998 a abril de 1999, indicaron un solo registro, lo que sugiere que la población es muy baja y, a través de la caza, probablemente en seria amenaza (R. Buij in litt. 2000).

## Acciones de conservación
Desde hace unos años varios organismos y personas interesadas tratamos de ponernos en contacto con el gobierno de Indonesia para que se puedan realizar una serie de trabajos que permitan la conservación de esta especie. Algunas de esas propuestas son: 
- Aclarar su relación taxonómica con L. inornata usando técnicas de secuenciación de ADN. Si taxonómicamente es distinta, hay que defender la plena protección de las especies en la legislación de Indonesia.

- Realizar encuestas extensas (incluyendo el Parque Nacional Gunung Leuser, las regiones adyacentes, por ejemplo, las tierras altas de Batak y otras ubicaciones posibles) para establecer la distribución de la especie, su distribución altitudinal y requerimientos de hábitat.

- Evaluar la naturaleza y la escala de las principales amenazas que afectan a Parque Nacional de Gunung Leuser y abogar por el control de la pesca ilegal la tala de árboles y la captura ilegal de aves.

- Alentar a las autoridades de Indonesia para controlar y adoptar medidas ejecutivas contra los comerciantes que venden la especie en los mercados (C. Shepherd in litt . 2012).